# Joe Farrell
Joseph Carl Firrantello (kendt som Joe Farrell) (16. december 1937 i Chicago Heights, Illinois – 10. januar 1986 i Los Angeles, Californien, USA) var en amerikansk saxofonist og fløjtenist af italiensk afstamning. Han er mest kendt for sit virke i Elvin Jones og Chick Coreas grupper fra sidst i 60'erne og op gennem 70'erne. Farrell spillede og indspillede også med Thad Jones og Mel Lewis' big band, Charles Mingus, Jaki Byard og Andrew Hill. Han var en meget benyttet saxofonist op igennem 70'erne og til sin død i 1986. Farrell har indspillet med et hav af Jazzmusikere , og han har ligeledes indspillet en række plader i sit eget navn.

## Diskografi
- Joe Farrell – Joe Farrell Quartet
- Joe Farrell – Outback
- Joe Farrell – Skateboard Park
- Joe Farrell – Upon This Rock
- Joe Farrell – Penny Arcade
- Joe Farrell – Canned Funk
- Joe Farrell – Moon Germs
- Joe Farrell – Farrell´s Inferno (Live)
- Joe Farrell – Night Dancing
- Joe Farrell – La Cathedral Y El Toro
- Joe Farrell – Sonic Text
- Joe Farrell – Someday
- Joe Farrell & George Benson – Benson / Farrell
- Joe Farrell & Sam Most – Flute Talk
- Joe Farrell & Art Pepper – Darn That Dream
- Joe Farrell & Louis Hayes – Vim n Vigor

## Udvalgt Diskografi som Sideman
- Thad Jones / Mel Lewis big band – Consumation
- Thad Jones / Mel Lewis big band – Central Park North
- Thad Jones / Mel Lewis big band – Live at The Village Vanguard
- Elvin Jones – Putting It Together
- Elvin Jones – The Ultimate
- Elvin Jones – Coallition
- Elvin Jones – Polycurrents
- Elvin Jones – Live at Townhall
- Elvin Jones – Mary go round
- Elvin Jones – Genesis
- Return to Forever – Live 1978
- Chick Corea – The Leprechaun
- Chick Corea – Friends
- Chick Corea – The Mad Hatter
- Chick Corea – Secret Agent
- Chick Corea – Tap Step